# Melling Sportscars

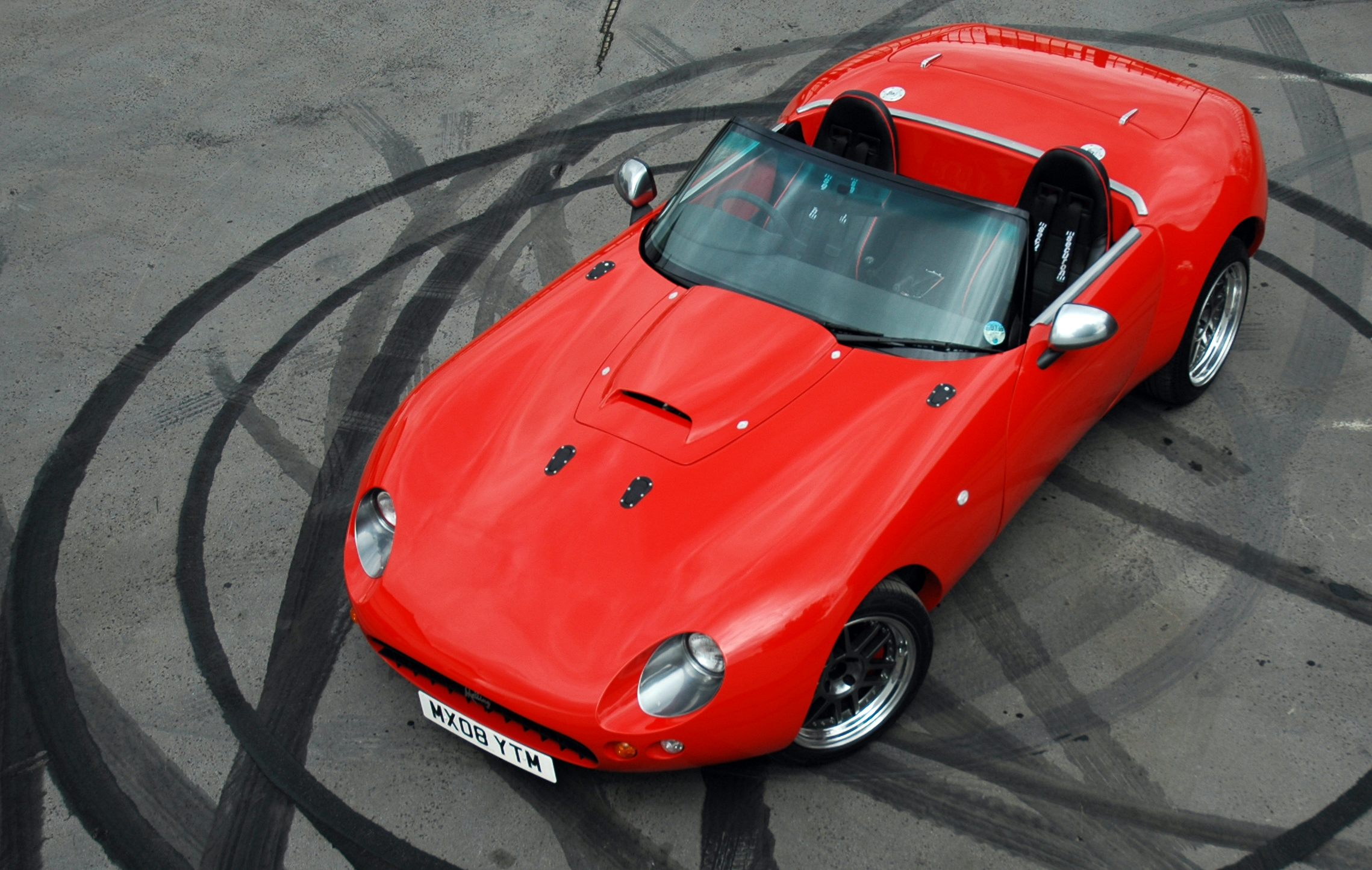
Melling Wildcat

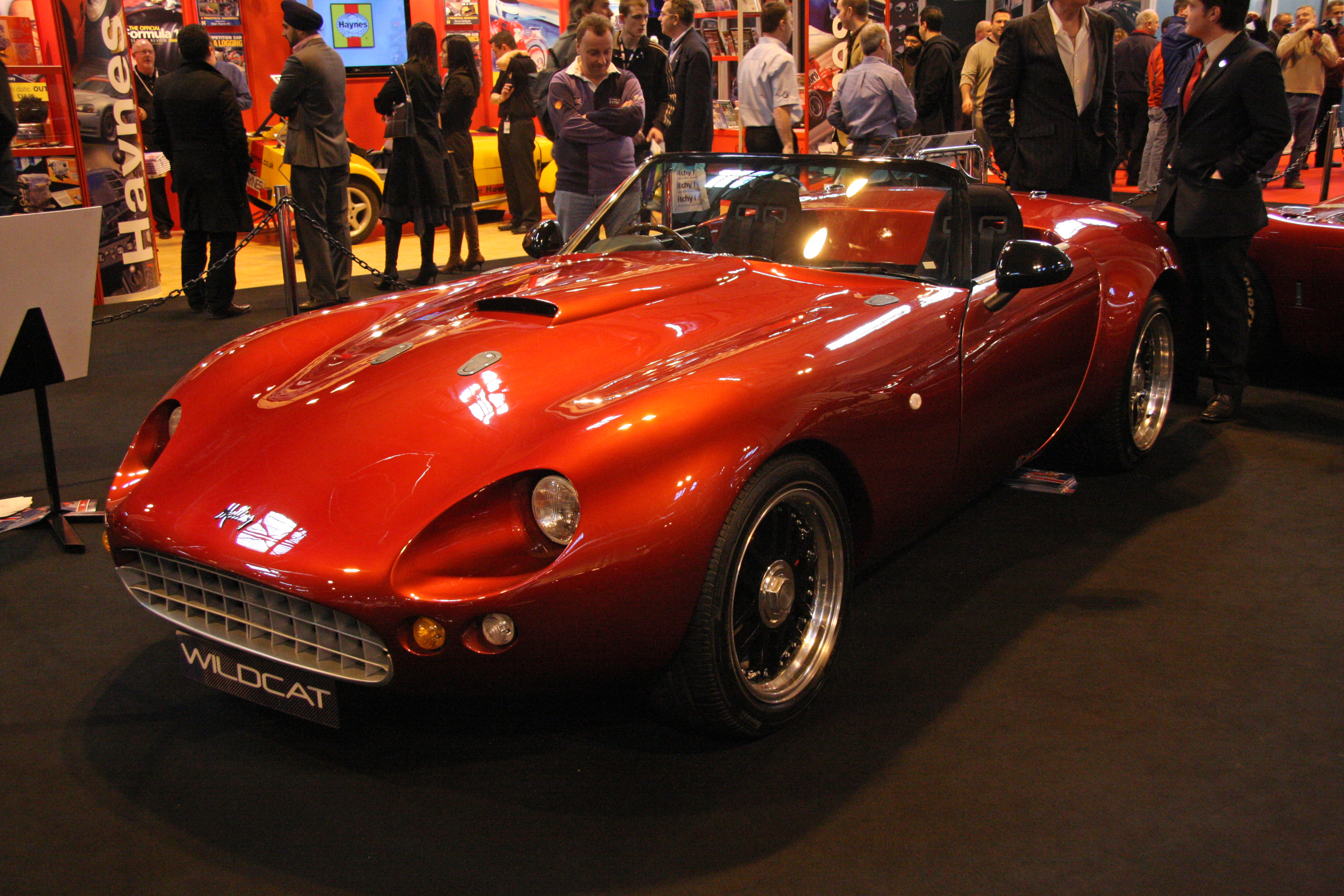
Melling Wildcat

Melling Sportscars war ein britischer Hersteller von Automobilen.

## Unternehmensgeschichte
Alwyn Melling und seine Frau Margaret Rose Melling gründeten das Unternehmen am 25. November 2005. Der Sitz war in Rochdale. Alwyn wurde Direktor und Margaret Sekretärin. Sie stellten Automobile her, die als Melling vermarktet wurden. Am 17. Februar 2009 wurde das Unternehmen aufgelöst.
Die Produktion lief je nach Quelle von 2007 bis 2008 oder von 2006 bis angeblich 2010.
Am 22. Juli 2009 starb Margaret Melling. Danach gab es Pläne, die Produktion fortzusetzen. So gibt es einen Bericht vom März 2010 über Pläne für ein Werk in Portugal.
2011 gründete Melling zusammen mit Phil Egginton und Beverley Ellison Melling Consultancy Design. Allerdings gibt eine andere Quelle an, dass dieses Unternehmen vom 8. März 2002 bis zum 7. Dezember 2004 existierte.
Die Verbindung zu Melling Sportscars aus Edina (Minnesota) in den USA ist unklar. Dieses Unternehmen existierte vom 30. August 2004 bis zum 2. August 2013.

## Fahrzeuge

### Hellcat
Der Hellcat wurde im Februar 2007 vorgestellt. Mit seiner Geschwindigkeit von angegebenen 443 km/h soll er den SSC Aero als schnellstes für die Straße zugelassenes Fahrzeug ablösen. Er verfügt über einen V10-Motor mit vier Turboladern und schöpft aus den 5990 cm³ 895 kW/1217 PS bei 7200 min−1. Das maximale Drehmoment beträgt 1193 Nm bei 5400 min−1. Die Kraft wird über die Hinterachse verteilt.
Den Sprint von 0–100 km/h schafft der Wagen in ca. 3,2 Sekunden, die Höchstgeschwindigkeit beträgt ca. 440 km/h. Im Preis von 185.000 £ ist weder ein Radio noch eine Heizung inbegriffen.

### Griffon
Der Griffon ist ein zweisitziger Sportwagen auf Basis des TVR Griffith. Die Produktion hat im Januar 2008 begonnen. Der Wagen hat einen Motor mit 4,7 Liter Hubraum, der eine Leistung von 350 kW (480 PS) entwickelt. Das Leergewicht liegt bei ca. 1120 kg. Die vom Hersteller angegebene Höchstgeschwindigkeit beträgt 288 km/h (180 mph). Der Stückpreis liegt bei 50.000 £.

### Wildcat
Im Januar 2017 versteigerte das Auktionshaus Coys ein Fahrzeug von 2008 für 22.375 US-Dollar. Es wird als Prototyp des Melling Wildcat bezeichnet, das der Hersteller nicht verkaufte. Insgesamt entstanden sieben Fahrzeuge dieses Modells.